# Pinelands
Pinelands est une banlieue de l'est de la ville du Cap en Afrique du Sud. 
Principalement résidentielle, la banlieue de Pinelands est une cité jardin populaire, traditionnellement appréciée des retraités.

## Localisation
Pinelands se situe à l'est de Observatory, au sud de Maitland et de Ndabeni et au nord de Mowbray. Le quartier est séparé à l'est, du township de Langa et du quartier industriel d'Epping, par la route M17 (Jan Smuts Drive). 

## Démographie
Selon le recensement de 2011, le quartier de Pinelands compte 14 198 résidents, majoritairement issus de la communauté blanche (62,30%). Les coloureds, majoritaire dans la métropole du Cap, représentent 15,09 % des résidents tandis que les noirs, majoritaires dans le pays, ne représentent que 13,50% des habitants. 
Les habitants sont à 81,54 % de langue maternelle anglaise, à 8,44 % de langue maternelle afrikaans et à 3,53 % de langue maternelle xhosa.

## Historique

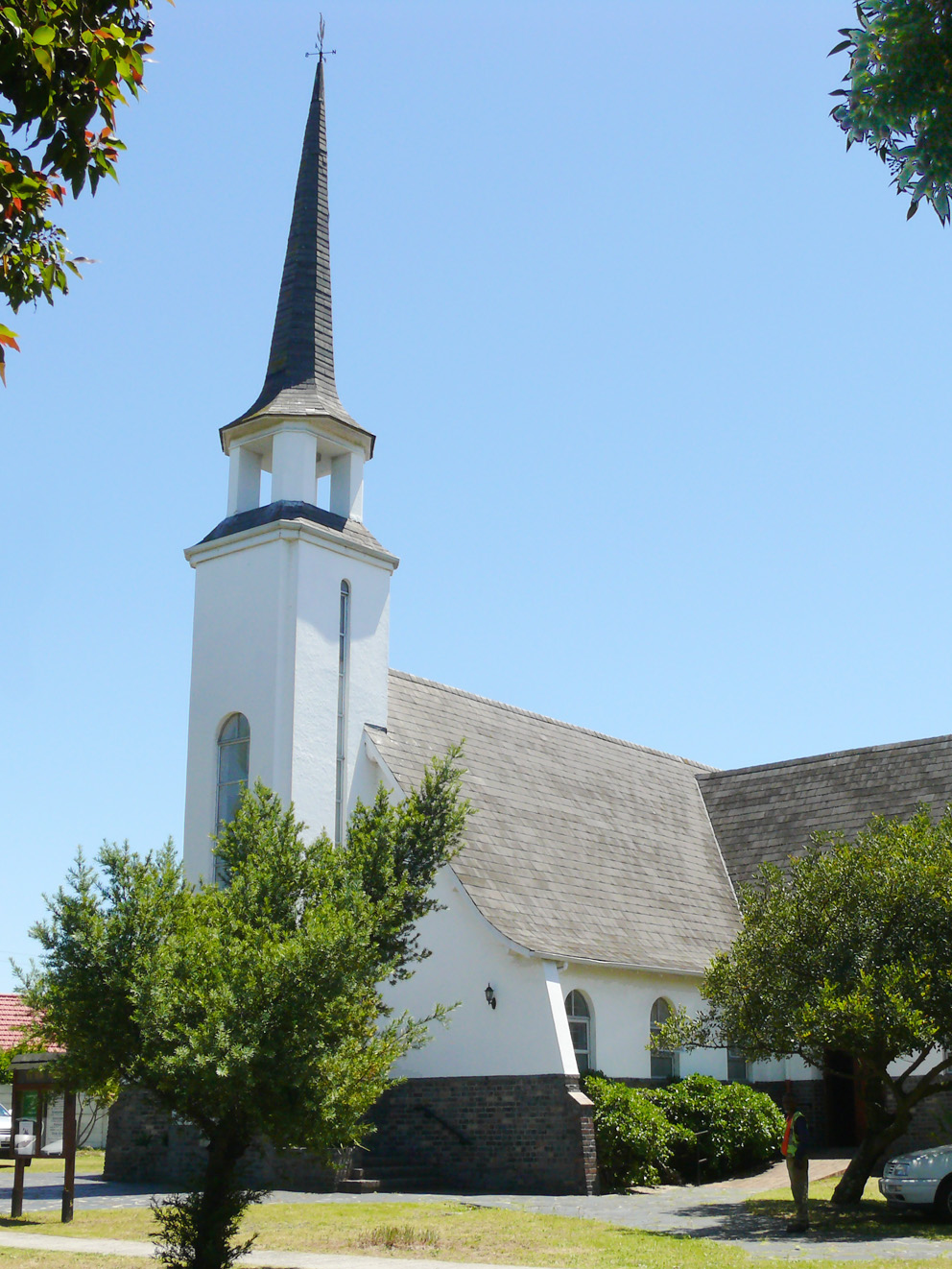
Eglise réformée de Pinelands

Conçu à partir des idées d'urbanisme de Sir Ebenezer Howard, le quartier de Pinelands fut fondé en tant que ville-jardin en 1919, pour enrayer le surpeuplement qui avait contribué à la propagation de l'épidémie de grippe espagnole qui avait ravagé la ville du Cap en 1918. 
Pinelands fut fondé sur une plantation de pins de la ferme victorienne de Uitvlugt. 
Le quartier se développa en faubourg du Cap et devint une municipalité en 1948 avant de fusionner en 1996 dans la nouvelle municipalité métropolitaine de la ville du Cap.

## Politique
Bastion de l'Alliance démocratique, Pinelands est situé dans le 15e arrondissement du Cap (sub council 15) et dans le ward 53 au côté de Maitland Garden Village, Maitland, Thornton, Epping Industria et des portions de Mowbray et Observatory. Brian Watkyns est le conseiller municipal représentant le secteur au conseil municipal du Cap.